# José Urtecho
José Miguel Urtecho Gutiérrez (Diriamba; 16 de diciembre de 1923-?) fue un árbitro de fútbol nicaragüense.

## Trayectoria
Arbitró por 22 años, desde 1945 hasta 1969. Fue árbitro FIFA desde 1962 hasta 1966, donde destacó su participación en la clasificación de Concacaf para la Copa Mundial de 1966.